# Desierto de Djurab
El desierto de Djurab (Djourab, جراب) es un desierto en el norte de Chad. Parte del gran desierto del Sahara, constituye una parte importante de la superficie de la región de Borkou de Chad. 
El poblamiento y prisión de máxima seguridad Koro Toro están situados en la frontera oriental del desierto. Los poblamientos importantes más cercanos son Salal al sur y Faya-Largeau al nordeste. Al oeste es el desierto del Teneré (el Erg de Bilma) de Níger y Chad occidental, y al norte son las Montañas Tibesti del Sáhara central.
La deflación eólica en la subcuenca septentrional formó el desierto con unas condiciones áridas. La desertificación se alcanzó por el Sáhara y la reducción del lago Chad.
Muchos fósiles han sido encontrados en este desierto, Kossom Bougoudi y Toros-Menalla están entre las más productivas áreas fosilíferas. Un equipo dirigido por Michel Brunet, de la Universidad de Poitiers, excavó en el desierto Djurab mediada la década de 1990.
En 2001, el fósil holotipo de Sahelanthropus  tchadensis, una especie de homínido de hace aproximadamente 7 millones de años, fue descubierto en Toros-Menalla (16,25°N 17,5°E, unos 100 km al norte de Salal), 250 metros sobre el nivel del mar. Michel Brunet, desde 1994, ha explorado los depósitos del Mioceno y Plioceno en el desierto con la Misión Paleoantropológica Franco-Tchadiense, los cuales están localizados en una cuenca que incluye el lago Chad. En el periodo del Sahelanthropus tchadensis, el desierto debió tener una estación seca larga, y los frutos habrían sido capaces de crecer en ciertos momentos del año. Patrick Vignaud extrajo del yacimiento el cráneo de un cocodrilo.